# Кубок світу з біатлону 2010—2011 — етап 3
Третій етап Кубка світу з біатлону 2010–11 проходив у  Поклюці, Словенія з 16 грудня по  19 грудня 2010.

## Розклад гонок
Розклад гонок приведено в таблиці
| Дата      | Час       | Гонка                                  |
| --------- | --------- | -------------------------------------- |
| 16 грудня | 10:30 CET | Індивідуальна гонка на 20 км, чоловіки |
| 16 грудня | 14:15 CET | Індивідуальна гонка на 15 км, жінки    |
| 18 грудня | 11:15 CET | Спринт, 10 км, чоловіки                |
| 18 грудня | 14:00 CET | Спринт, 7,5 км, жінки                  |
| 19 грудня | 12:15 CET | Змішана естафета                       |

## Переможці та призери

### Чоловіки
| Гонка:                                                                               | Золото:                 | Час               | Срібло:                  | Час               | Бронза:                 | Час               |
| Індивідуальна гонка на 20 км Протокол [Архівовано 18 грудня 2010 у Wayback Machine.] | Даніель Мезотіч Австрія | 52:05.6 (1+0+0+0) | Беньямін Веґер Швейцарія | 53:04.0 (0+0+1+0) | Сергій Седнєв Україна   | 53:26.8 (1+0+0+1) |
| Спринт, 10 км Протокол [Архівовано 18 грудня 2010 у Wayback Machine.]                | Б'єрн Феррі Швеція      | 27:25.9 (0+0)     | Тар'єй Бо Норвегія       | 27:31.0 (1+0)     | Міхаель Грайс Німеччина | 27:34.6 (0+0)     |

### Жінки
| Гонка:                                                                               | Золото:                    | Час               | Срібло:                       | Час               | Бронза:                                        | Час                         |
| Індивідуальна гонка на 15 км Протокол [Архівовано 18 грудня 2010 у Wayback Machine.] | Тура Бергер Норвегія       | 42:47.0 (0+0+0+0) | Кайса Мякяряйнен Фінляндія    | 42:48.8 (0+0+0+1) | Марі-Лор Брюне Франція                         | 43:22.3 (0+0+0+0)           |
| Спринт 7,5 км Протокол [Архівовано 18 грудня 2010 у Wayback Machine.]                | Маґдалена Нойнер Німеччина | 23:05.2 (0+2)     | Анастасія Кузьміна Словаччина | 23:16.4 (0+1)     | Кайса Мякяряйнен Фінляндія Ольга Зайцева Росія | 23:22.2 (1+0) 23:22.2 (0+0) |

### Змішана
| Гонка:                                                                                 | Золото:                                                                    | Час                                           | Срібло:                                                             | Час                                                       | Бронза:                                                   | Час                                           |
| Естафета 2 x 6 км + 2 x 7,5 км Протокол [Архівовано 22 грудня 2010 у Wayback Machine.] | Швеція Гелена Екгольм Анна Карін Зідек Фредрик Ліндстрем Карл Юхан Бергман | 1:17:52.0 (0+1) (0+0) (0+0) (0+2) (0+3) (0+2) | Україна Олена Підгрушна Віта Семеренко Сергій Семенов Сергій Седнєв | 1:17:52.3 (0+2) (0+1) (0+0) (0+2) (0+1) (0+0) (0+0) (0+1) | Франція Марі-Лор Брюне Марі Дорен Венсан Же Мартен Фуркад | 1:17:53.3 (0+0) (0+1) (0+3) (0+2) (0+3) (0+0) |

## Досягнення
Найкращий результат у кар'єрі
| - Беньямін Веґер (SUI), 2 в індивідуаліній гонці - Мирослав Матяско (SVK), 6 в індивідуаліній гонці - Михаїл Клетчеров (BUL), 17 в індивідуаліній гонці - Скотт Перрас (CAN), 31 в індивідуаліній гонці та спринті - Микола Брайченко (KAZ), 45 в індивідуаліній гонці - Лі-Стів Джексон (GBR), 49 в індивідуаліній гонці - Чон Джеок (KOR), 84 в індивідуаліній гонці - Звонімір Тадеєвич (CRO), 99 в індивідуаліній гонці - Лукас Гофер (ITA), 6 у спринті - Ян Савицький (KAZ), 22 у спринті - Мирослав Кобус (POL), 5 у спринті | - Марина Лебедєва (KAZ), 6 в індивідуаліній гонці - Сара Студебейкер (USA), 21 в індивідуаліній гонці - Моніка Гойніш (POL), 22 в індивідуаліній гонці - Карі Еє (NOR), 23 в індивідуаліній гонці - Барбора Томесова (CZE), 33 в індивідуаліній гонці й 22 в спринті - Аманда Лайтфут (GBR), 57 в індивідуаліній гонці - Анаїс Бескон (FRA), 5 в спринті - Лумініта Піскоран (ROU), 60 в спринті |

Перша гонка на кубку світу
| - Флоріан Граф (GER), 84 у спринті - Роландс Пузуліс (LAT), 98 у спринті | - Анналі Кук (USA), 59 в спринті |

## Виноски
1. ↑  Поклюка розклад гонок. Архів оригіналу за 16 грудня 2010. Процитовано 16 грудня 2010.